# Semantische Integration
Unter semantischer Integration versteht man die Lösung semantischer Konflikte zwischen heterogenen Datenquellen im Zuge der Informationsintegration. Solche Konflikte ergeben sich durch Unterschiede in der Bedeutung der verwendeten Begriffe und Konzepte. Bei der semantischen Integration werden diese eindeutig geklärt. Im Gegensatz dazu beschränkt sich die syntaktische Integration auf die Struktur von Daten und lässt den Kontext und die Bedeutung außen vor.

## Semantische Heterogenität
Von semantischer Heterogenität spricht man bei Daten, wenn sich die Bedeutung, Interpretation und Art der Nutzung des Datenmodells unterscheidet.

### Beispiel: Produktdatenbanken
Der Betreiber einer Internet-Vergleichsplattform möchte zwei neue Anbieter aufnehmen: ein Anbieter für Schließanlagen sowie eine Immobilienplattform. Bei beiden finden sich Datensätze mit der Bezeichnung Schloss. Im Kontext von Schließanlagen bezeichnet dies eine mechanische Vorrichtung, im Kontext von Immobilien ein prunkvolles Gebäude. Es handelt sich bei dem Begriff um ein sogenanntes Homonym. Ohne semantische Unterscheidung kann der Betreiber beide Datensätze nicht auseinanderhalten.

### Beispiel: Kalenderdaten
Die Partner Martin und Sabrina haben bisher getrennte digitale Kalender und wollen diese nun zusammenzuführen. Sie übertragen die Daten beider Kalender in einen neuen, gemeinsamen Kalender, wobei Duplikate erkannt und vereint werden. Allerdings funktioniert die Duplikaterkennung nur mit syntaktisch identischen Kalendereinträgen, etwa zwei gleichen Einträgen "20.06.2015: Hochzeit Ute". Einträge, die zwar dasselbe Ereignis beschreiben, allerdings nicht syntaktisch identisch eingetragen wurden, werden nicht zusammengeführt und finden sich weiterhin nebeneinander im neuen Kalender. Zum Beispiel unterscheidet sich der Eintrag "20.06.2015: Utes Hochzeit" zwar syntaktisch, allerdings nicht semantisch von zuvor genanntem Eintrag.

## Ontologiebasierte semantische Integration
Eine manuelle Erstellung von Abbildungen zwischen Konzepten unterschiedlicher Datenquellen ist ab einem bestimmten Umfang, Komplexität und Änderungsrate nicht mehr ohne Weiteres möglich. Die ontologiebasierte Integration ermöglicht eine automatische beziehungsweise semiautomatische Integration. Dabei werden Ontologien verwendet, um die semantische Heterogenität aufzulösen. Im Gegensatz zu klassischen Datenbanken, welche keine Informationen über die Bedeutung gespeicherter Daten vorweisen, besitzen Ontologien formale Spezifikationen der Daten sowie Regeln über Beziehungen innerhalb der Daten. Dadurch sollen Computerprogramme in der Lage sein, Beziehungen zwischen Konzepten automatisch ableiten zu können. Zur Spezifikation kommen spezielle Beschreibungssprachen zum Einsatz, etwa RDF-Schema oder OWL.